# Strangalia sexocellata
Strangalia sexocellata är en skalbaggsart som beskrevs av Hovore och Chemsak 2005. Strangalia sexocellata ingår i släktet Strangalia och familjen långhorningar.
Artens utbredningsområde är Honduras. Inga underarter finns listade i Catalogue of Life.